# Будинок на вулиці Микільсько-Ботанічній 14
Будинок працівників науки — житловий будинок у центрі Києва.

## Опис
Будинок на розі Микільсько-Ботанічної та Паньківської, збудований на місці прибуткового будинку М. Грушевського, що зруйнований у січні 1918 року.
Проєкт розроблений архітектором В. Фадеїчевим у 1947 році. Планувався для викладачів політехнічного інституту. Зведений на підвищеній терасі, що огороджена балюстрадою. Через економію коштів з оригінального проєкту прибрали наріжний еркер (замінений на балкон) та гранітне облицювання цокольного поверху (замінено на тинькування під руст).
У плані г-подібний з двома арковими проїздами. У оформлені використані класицистичні елементи. Використаний тектонічний принцип полегшення маси з нарощуванням висоти — на перших поверхах масивне рустування і вікна, з підняттям висоти вікна стають аркові. Між першим і другим, шостим і сьомим поверхами — профільовані карнизи, між п'ятим і шостим — широкий декоративний пояс з розетками і гірляндами.

## Жителі
У будинку мешкали літературознавці Олександр Білецький та Ісай Заславський, фізіолог рослин Іван Білокінь, теплофізик Всеволод Толубинський, математик Йосип Штокало та інші видатні науковці.

## Галерея

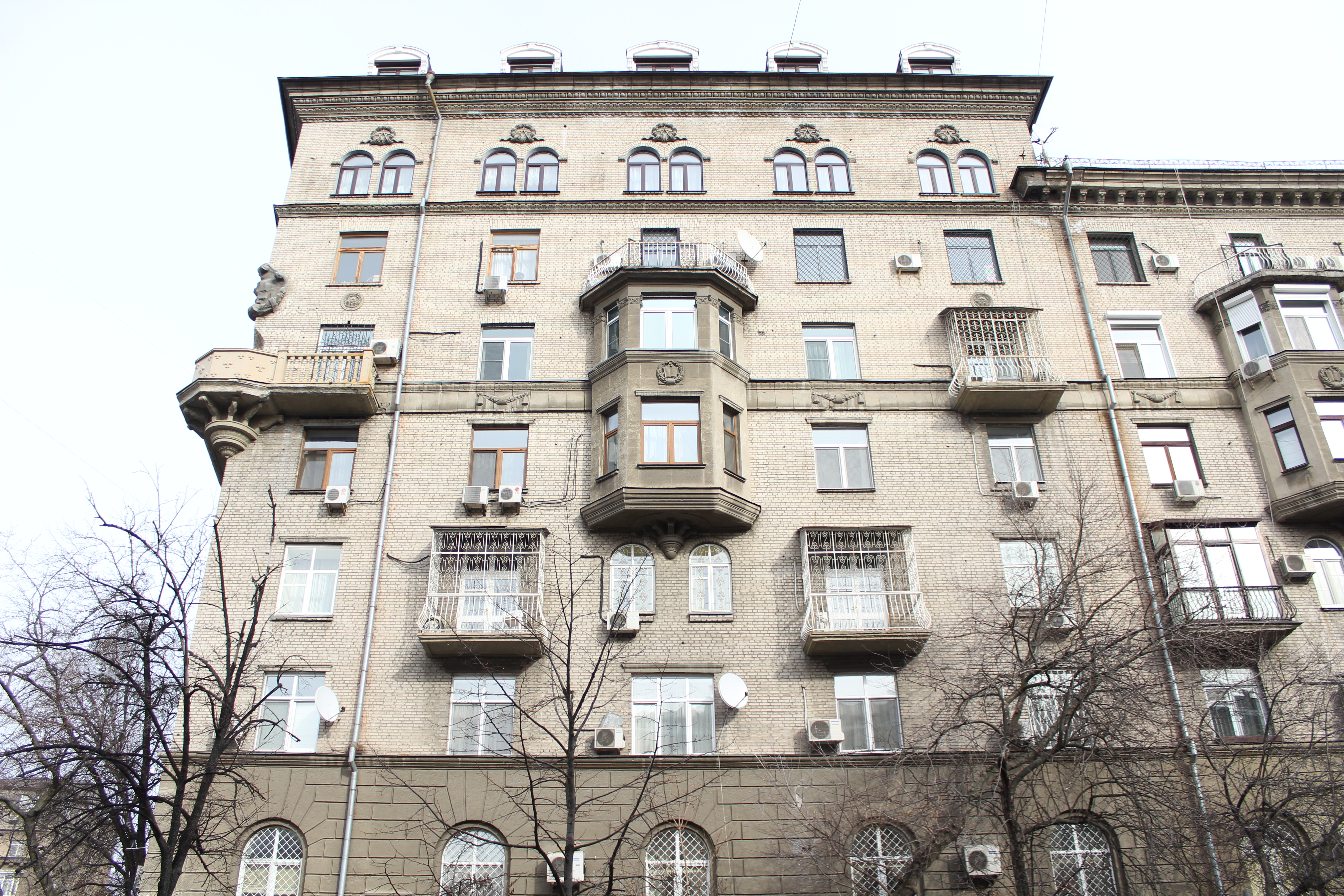
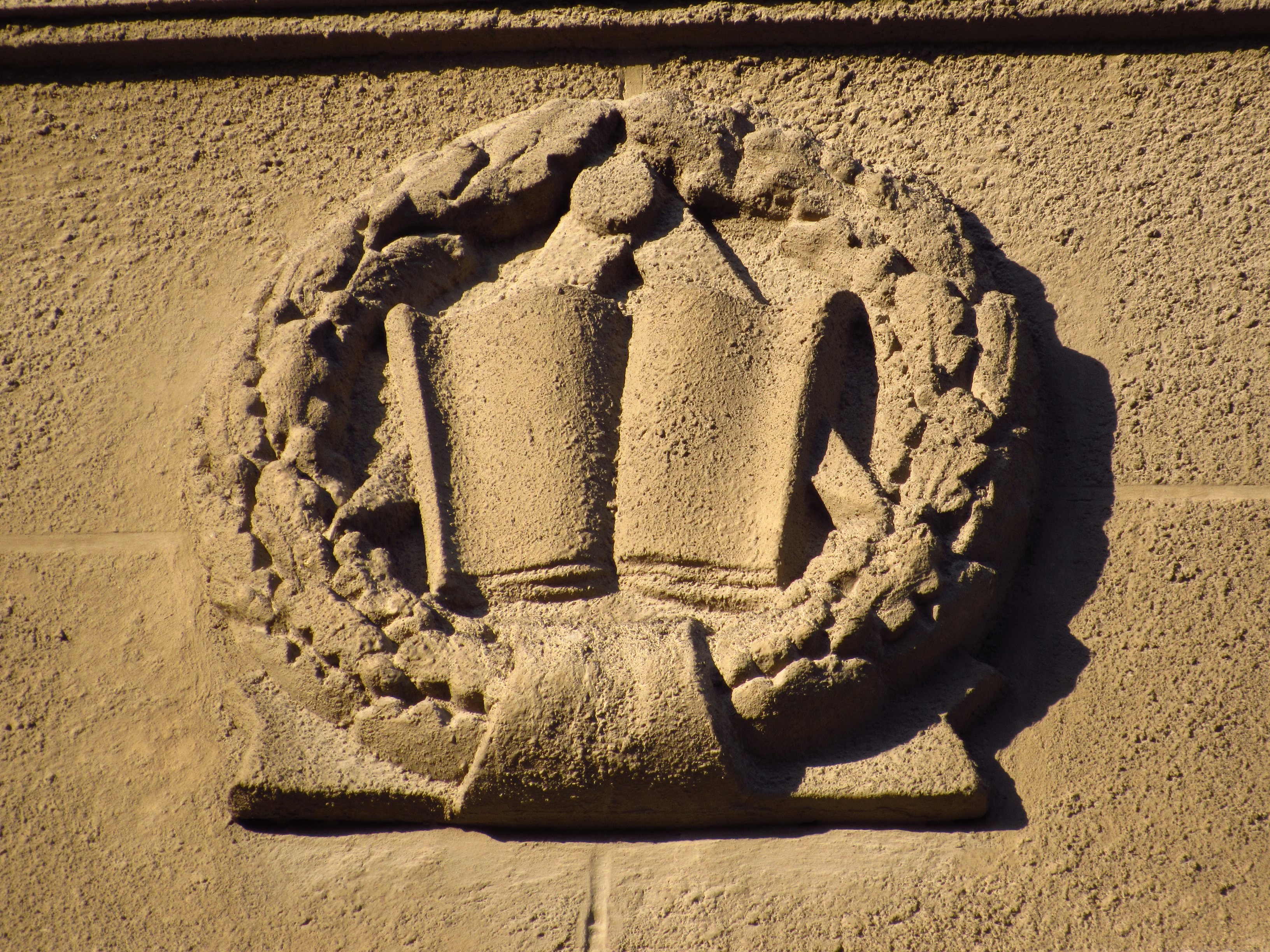
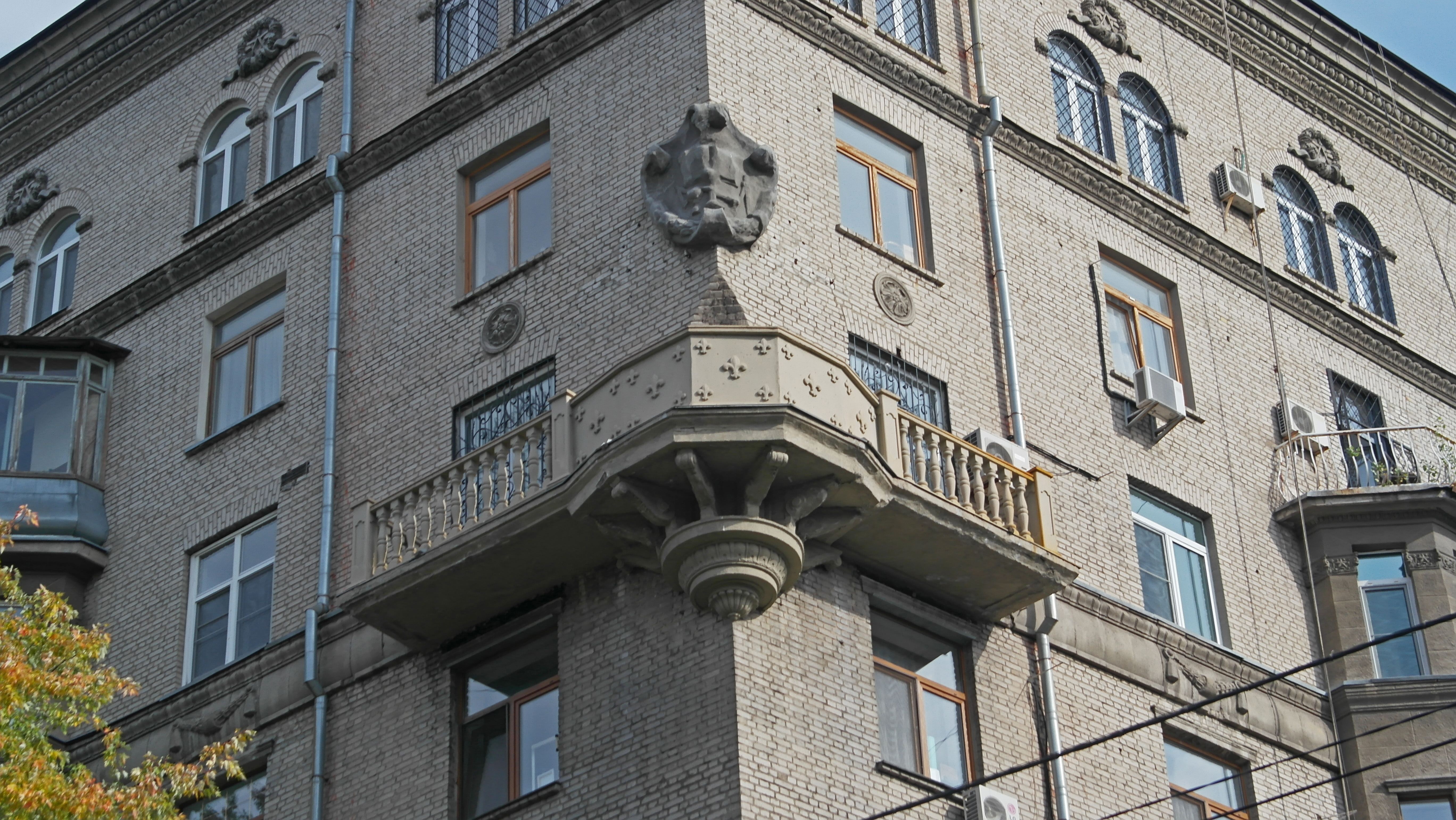
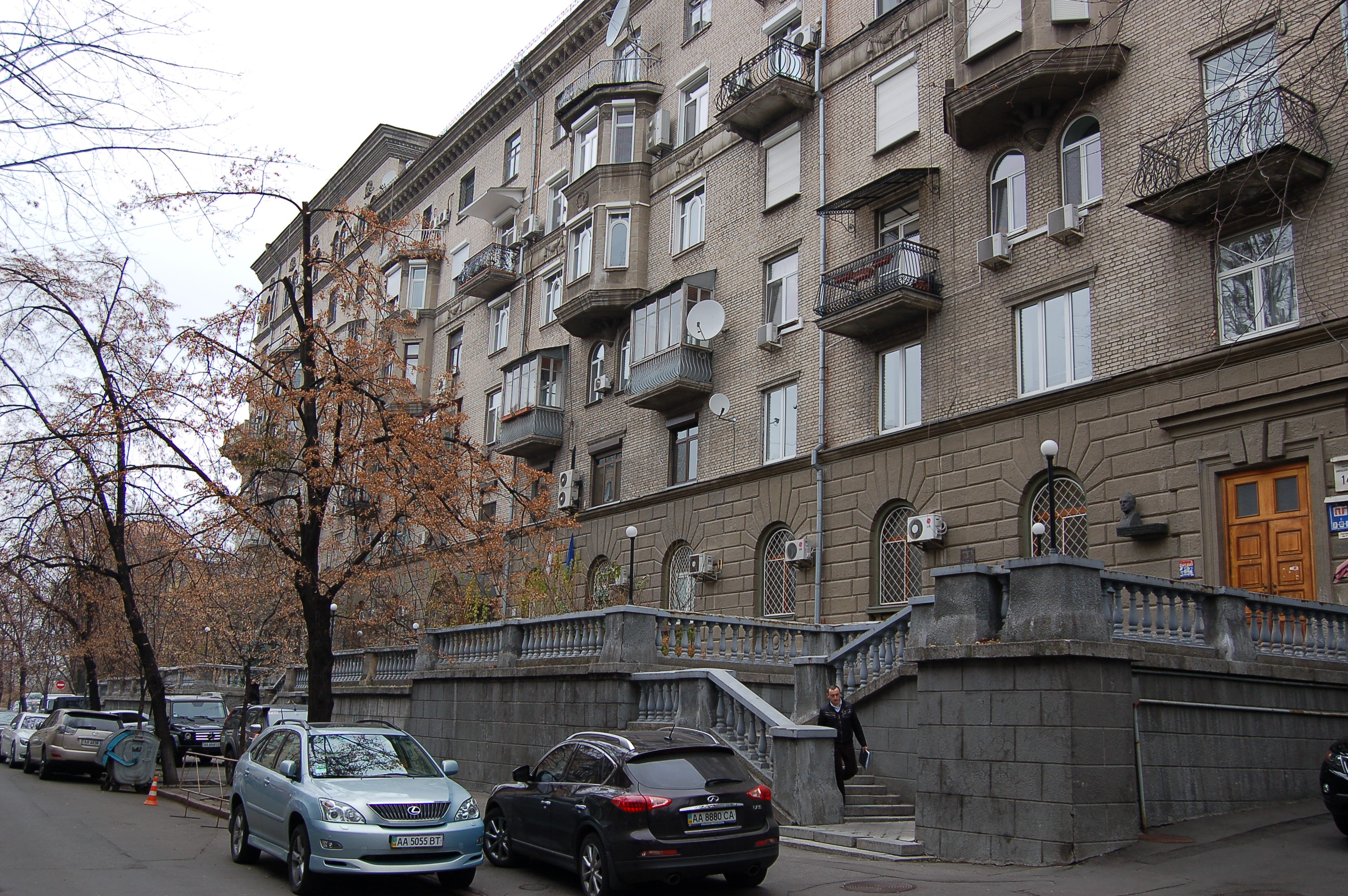